# Султонов, Рафикжон Мамасолиевич
Рафикжон Мамасолиевич Султонов (род. 19 февраля 1988) — узбекский боксёр, представитель наилегчайших весовых категорий. Выступал за сборную Узбекистана по боксу в конце 2000-х — начале 2010-х годов, чемпион национального первенства страны, победитель и призёр многих турниров международного значения, участник летних Олимпийских игр в Пекине.

## Биография
Рафикжон Султонов родился 19 февраля 1988 года.
Дебютировал на взрослом международном уровне в сезоне 2006 года, когда вошёл в основной состав узбекской национальной сборной и побывал на Азиатских играх в Дохе, где в 1/8 финала первой наилегчайшей весовой категории был остановлен корейцем Хон Му Воном.
В 2008 году одержал победу на чемпионате Узбекистана, был лучшим на международном турнире «Белградский победитель» в Сербии и на турнире Gee-Bee в Хельсинки, выступил на Кубке президента АИБА в Тайбэе. На азиатской олимпийской квалификации в Бангкоке дошёл до финала, уступив только казаху Биржану Жакыпову, и благодаря этому достижению удостоился права защищать честь страны на летних Олимпийских играх в Пекине. На Играх, однако, уже в стартовом поединке категории до 48 кг со счётом 7:8 потерпел поражение от француза Нордина Убаали и сразу же выбыл из борьбы за медали.
После пекинской Олимпиады Султонов остался в составе боксёрской команды Узбекистана и продолжил принимать участие в крупнейших международных соревнованиях. Так, в 2009 году в наилегчайшем весе он выиграл бронзовую медаль на международном турнире «Ахмет Джёмерт» в Стамбуле, уступив на стадии полуфиналов турку Сельчуку Экеру, выступил на Кубке химии в Галле и на чемпионате Азии в Чжухае.
В 2010 году получил серебро на Мемориале Сиднея Джексона в Ташкенте.
В 2011 году стал бронзовым призёром Мемориала Сиднея Джексона. В это время активно выступал в матчевых встречах лиги World Series of Boxing, представляя казахскую команду «Астана».
В 2013 году выиграл проводившийся в Андижане Кубок Узбекистана по боксу. Боксировал на азиатском первенстве в Аммане, где в четвертьфинальном бою был побеждён японцем Кэндзи Фудзитой.
Последний раз показал сколько-нибудь значимый результат на международной арене в сезоне 2015 года, когда получил бронзу в лёгком весе на турнире «Золотая долина» в Андижане.